# ロスアルトスヒルズ
ロスアルトスヒルズ（Los Altos Hills）は、アメリカ合衆国カリフォルニア州のサンタクララ郡にある町。人口は8,489人（2020年）。サンフランシスコ・ベイエリアの高級住宅街である。

## 概要
ロスアルトス市の西側に広がる丘陵地帯に位置している。資産家の豪邸が多く10億円を超える物件も珍しくない。町内は厳しい建築規制によって美しい家並みを維持している。家の敷地は最低でも4,000平方メートル以上と規定されている。集合住宅、スーパー、郵便局、図書館は存在しない。買い物は隣のロスアルトス市に出る必要がある。州立のフットヒルカレッジが立地している。

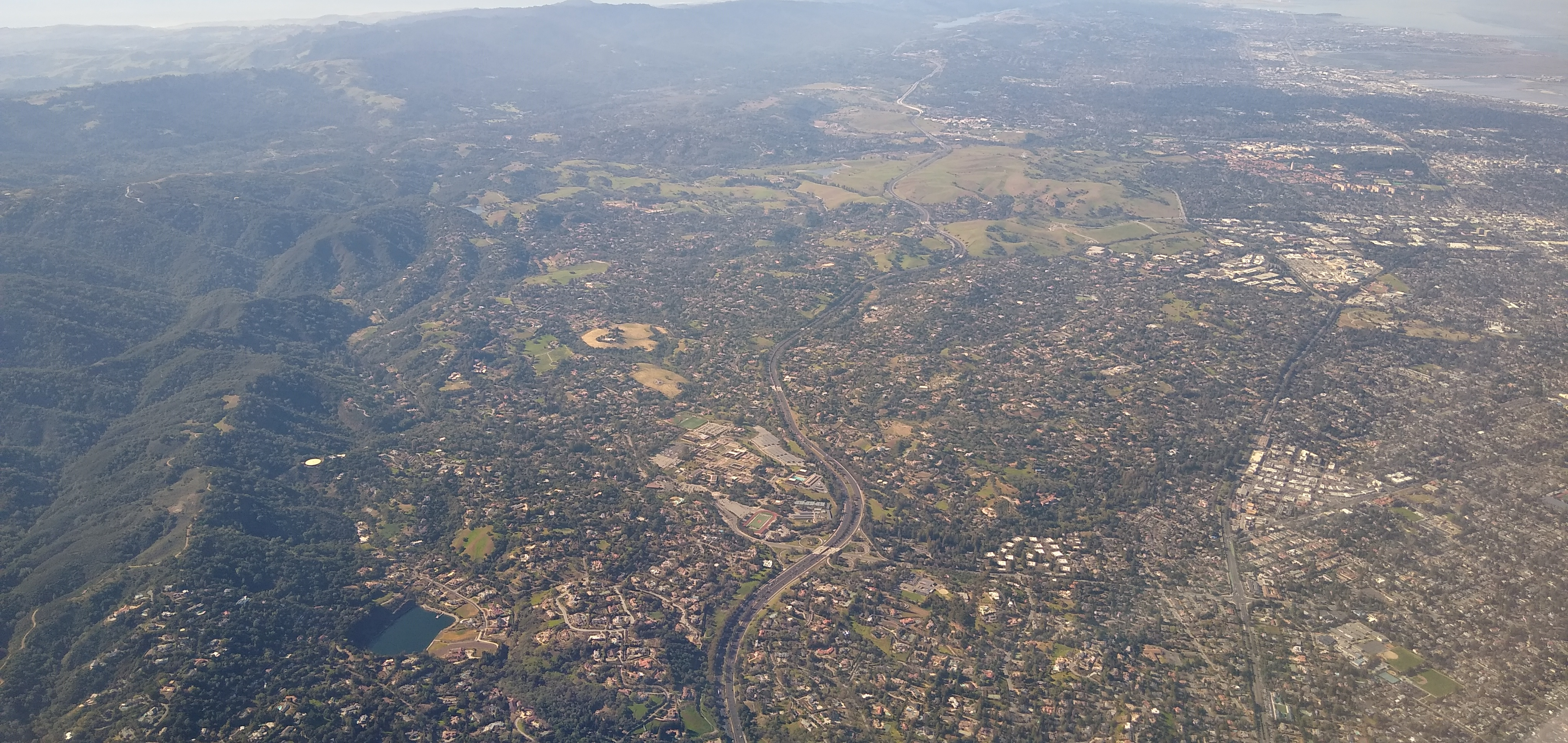
上空から